# Уваровка (Знаменский район)
Уваровка — упразднённая деревня в Знаменском районе Омской области России. Входила в состав Завьяловского сельского поселения. Исключена из учётных данных в 2000 году.

## География
Располагалась на левом берегу реки Малый Нягов (Уваровка), в 6 км к югу от деревни Слобода.

## История
Основана в 1893 г. В 1928 году состояла из 63 хозяйств. В административном отношении входила в состав Богдановского сельсовета Знаменского района Тарского округа Сибирского края.
По некоторым сведениям жители покинули деревню в 1986 г.
В 2019 году бывшие жители деревни установили памятный знак.

## Население
По переписи 1926 г. в деревне проживало 325 человек (157 мужчин и 168 женщин), основное население — чуваши

## Хозяйство
По данным на 1991 г. деревня являлась бригадой совхоза «Завьяловский».